# Duc de Dalmatie
Le titre de duc de Dalmatie est un titre de la noblesse d'Empire créé en 1808 pour le maréchal Jean-de-Dieu Soult et éteint en 1857 dans la famille Soult.

## Histoire
Créé en 1808 en faveur de maréchal Soult, le titre de duc de Damatie est porté successivement porté par :
- Jean-de-Dieu Soult, 1er duc de Dalmatie
- Napoléon-Hector Soult de Dalmatie, 2e duc de Dalmatie

Ce dernier n'ayant eu que deux filles, le titre — transmissible uniquement en ligne masculine, est éteint depuis 1857 dans la famille Soult, mais il a été ensuite porté sans droit à partir de 1910 dans la famille Reille avec :
- René Reille-Soult de Dalmatie, dit « duc de Dalmatie » (arrière-petit-fils en ligne féminine du dernier duc) qui, avec ses quatre frères, fut autorisé par décret du 24 janvier 1910 à ajouter le nom Soult de Dalmatie à son patronyme Reille.
- François Reille-Soult de Dalmatie, dit « duc de Dalmatie », frère puiné du précédent (1891-1971), puis sa descendance.

## Hommage
- La rue Dalmatie, à Toulouse, est nommée en référence au titre porté par Jean-de-Dieu Soult. Elle aboutit d'ailleurs à la rue Soult et à proximité de la rue Reille.